# Tamara Csipes
Tamara Csipes (también conocida por su nombre de casada Tamara Csipes-Galbács; Budapest, 24 de agosto de 1989) es una deportista húngara que compite en piragüismo en la modalidad de aguas tranquilas. Su padre, Ferenc Csipes, compitió en el mismo deporte.
Participó en tres Juegos Olímpicos de Verano, obteniendo seis medallas, oro en Río de Janeiro 2016, en la prueba de K4 1000 m, dos en Tokio 2020, oro en K4 500 m y plata en K1 500 m, y tres en París 2024, plata en K1 500 m y K2 500 m y bronce en K4 500 m. En los Juegos Europeos de Minsk 2019 obtuvo dos medallas, oro en Minsk 2019 (K4 500 m) y bronce en Cracovia 2023 (K2 500 m).
Ganó trece medallas en el Campeonato Mundial de Piragüismo entre los años 2010 y 2023, y diecisiete medallas en el Campeonato Europeo de Piragüismo entre los años 2009 y 2024.
En 2016 recibió la Cruz de oficial de la Orden del Mérito de Hungría.

## Palmarés internacional
| Juegos Olímpicos   | Juegos Olímpicos            | Juegos Olímpicos  | Juegos Olímpicos |
| Año                | Lugar                       | Medalla           | Competición      |
| ------------------ | --------------------------- | ----------------- | ---------------- |
| 2016               | Río de Janeiro (Brasil)     | Medalla de oro    | K4 500 m         |
| 2020               | Tokio (Japón)               | Medalla de oro    | K4 500 m         |
| 2020               | Tokio (Japón)               | Medalla de plata  | K1 500 m         |
| 2024               | París (Francia)             | Medalla de plata  | K1 500 m         |
| 2024               | París (Francia)             | Medalla de plata  | K2 500 m         |
| 2024               | París (Francia)             | Medalla de bronce | K4 500 m         |
| Campeonato Mundial |                             |                   |                  |
| Año                | Lugar                       | Medalla           | Competición      |
| 2010               | Poznań (Polonia)            | Medalla de oro    | K2 1000 m        |
| 2010               | Poznań (Polonia)            | Medalla de oro    | K4 500 m         |
| 2011               | Szeged (Hungría)            | Medalla de oro    | K1 1000 m        |
| 2011               | Szeged (Hungría)            | Medalla de oro    | K1 5000 m        |
| 2014               | Moscú (Rusia)               | Medalla de oro    | K2 500 m         |
| 2014               | Moscú (Rusia)               | Medalla de plata  | K1 1000 m        |
| 2018               | Montemor-o-Velho (Portugal) | Medalla de oro    | K2 1000 m        |
| 2019               | Szeged (Hungría)            | Medalla de oro    | K1 1000 m        |
| 2019               | Szeged (Hungría)            | Medalla de oro    | K4 500 m         |
| 2021               | Copenhague (Dinamarca)      | Medalla de oro    | K2 500 m         |
| 2021               | Copenhague (Dinamarca)      | Medalla de plata  | K1 500 m         |
| 2021               | Copenhague (Dinamarca)      | Medalla de plata  | K4 500 m         |
| 2023               | Duisburgo (Alemania)        | Medalla de bronce | K1 500 m         |
| Juegos Europeos    |                             |                   |                  |
| Año                | Lugar                       | Medalla           | Competición      |
| 2019               | Minsk (Bielorrusia)         | Medalla de oro    | K4 500 m         |
| 2023               | Cracovia (Polonia)          | Medalla de bronce | K2 500 m         |
| Campeonato Europeo |                             |                   |                  |
| Año                | Lugar                       | Medalla           | Competición      |
| 2009               | Brandeburgo (Alemania)      | Medalla de plata  | K2 1000 m        |
| 2009               | Brandeburgo (Alemania)      | Medalla de plata  | K4 500 m         |
| 2010               | Corvera (España)            | Medalla de oro    | K2 1000 m        |
| 2010               | Corvera (España)            | Medalla de plata  | K1 5000 m        |
| 2010               | Corvera (España)            | Medalla de plata  | K4 500 m         |
| 2011               | Belgrado (Serbia)           | Medalla de oro    | K2 500 m         |
| 2011               | Belgrado (Serbia)           | Medalla de oro    | K2 1000 m        |
| 2014               | Brandeburgo (Alemania)      | Medalla de oro    | K1 1000 m        |
| 2014               | Brandeburgo (Alemania)      | Medalla de oro    | K2 500 m         |
| 2016               | Moscú (Rusia)               | Medalla de oro    | K4 500 m         |
| 2018               | Belgrado (Serbia)           | Medalla de plata  | K2 500 m         |
| 2018               | Belgrado (Serbia)           | Medalla de bronce | K2 1000 m        |
| 2021               | Poznań (Polonia)            | Medalla de oro    | K2 1000 m        |
| 2021               | Poznań (Polonia)            | Medalla de oro    | K4 500 m         |
| 2024               | Szeged (Hungría)            | Medalla de oro    | K1 500 m         |
| 2024               | Szeged (Hungría)            | Medalla de oro    | K4 500 m         |
| 2024               | Szeged (Hungría)            | Medalla de bronce | K2 500 m         |